# Indagine su una ninfomane
Indagine su una ninfomane è un film del 1969 diretto da Yasuzō Masumura.

## Trama
Ishido, segretario di mezza età e genero del rettore di un'importante università, si innamora perdutamente di Michi, una bellissima cameriera; pur di andare a vivere con lei, egli decide di derubare il suocero e lasciare il lavoro e sua moglie Akie. Ma dopo alcuni mesi (e dopo aver aperto insieme un bar), Michi, stanca del compagno e insofferente alle relazioni durature, si innamora, non ricambiata, di Akizuki, fidanzato con la ventenne sorella di Ishido. Rimasta sola, dopo essere stata rifiutata da Akizuki e abbandonata da Ishido, Michi troverà accidentalmente la morte in casa sua, a causa di una fuga di gas.